# UFC 2009 Undisputed
UFC 2009 Undisputed é um jogo de MMA (artes marciais misturadas) do Ultimate Fighting Championship, desenvolvido pela Yuke's Osaka e distribuído pela THQ para Xbox 360 e PlayStation 3. É o primeiro jogo, lançado desde o acordo do UFC com a THQ em 2007, e o primeiro jogo lançado em 5 anos, já que seu último titúlo, UFC: Sudden Impact, foi lançado em 2004.
Um demo jogável do UFC 2009, foi lançado na Xbox Live e na PlayStation Network no dia 23 de abril de 2009, tendo como modo de exibição a luta entre, Chuck Liddell e Mauricio Rua.
A sequência, UFC Undisputed 2010, será lançada 25 de maio de 2010.

## Estilos de luta
Consistem em luta em pé e no chão. Em pé pode ser boxe, kickboxing ou muay thai e no chão ou luta agarrada, pode ser jiu-jítsu brasileiro, judô, caratê ou wrestling.

## Lutadores
Todos abaixo são lutadores do jogo.
| Pesados - Andrei Arlovski - Mark Coleman - Mirko Cro Cop - Gabriel Gonzaga - Antoni Hardonk - Heath Herring - Cheick Kongo - Brock Lesnar - Justin McCully - Frank Mir - Antonio Rodrigo Nogueira - Eddie Sanchez - Tim Sylvia - Cain Velasquez - Brandon Vera[MP] - Fabricio Werdum | Meio-pesado - Houston Alexander - Ryan Bader[DLC] - Tim Boetsch - Stephan Bonnar - Rashad Evans - Forrest Griffin - Wilson Gouveia[M] - James Irvin - Quinton Jackson - Keith Jardine - Chuck Liddell - Lyoto Machida - Kazuhiro Nakamura - Tito Ortiz - Mauricio Rua - Thiago Silva - Wanderlei Silva |

Médios
- Ricardo Almeida
- Michael Bisping[MP]
- Rich Franklin[MP]
- Kendall Grove
- Dan Henderson[MP]
- Chris Leben
- Thales Leites
- Jason MacDonald
- Drew McFedries
- Demian Maia
- Martin Kampmann[MM]
- Nate Marquardt
- Yushin Okami
- Amir Sadollah[MM]
- Anderson Silva[MP]
- Evan Tanner

| Meio-médios - Thiago Alves - Matt Arroyo - Kyle Bradley - Josh Burkman - Marcus Davis - Jon Fitch - Matt Hughes - Anthony Johnson - Josh Koscheck - Chris Lytle - Karo Parisyan - Diego Sanchez - Ben Saunders - Matt Serra[L] - Georges St-Pierre - Mike Swick[M] | Leve - Mark Bocek - Rich Clementi - Mac Danzig - Nathan Diaz - Frank Edgar - Efrain Escudero[DLC] - Spencer Fisher - Kenny Florian - Hermes Franca - Tyson Griffin - Roger Huerta - Joe Lauzon - Gray Maynard - BJ Penn[MM] - Sean Sherk[MM] - Joe Stevenson - Thiago Tavares |

Legenda:
- MP Lutador pode lutar na categoria Meio-pesado.
- M Lutador pode lutar na categoria Médios.
- MM Lutador pode lutar na categoria Meio-médios.
- L Lutador pode lutar na categoria Leve.
- DLC Downloadable Content.